# Vuelta a Dinamarca 2021
La 30.ª edición de la Vuelta a Dinamarca fue una carrera de ciclismo en ruta por etapas que se celebró en Dinamarca entre el 10 y el 14 de agosto de 2021 sobre un recorrido de 783,3 kilómetros dividido en 5 etapas, con inicio en la ciudad de Struer y final en la ciudad Frederiksberg.
La prueba perteneció al UCI ProSeries 2021 dentro de la categoría 2.Pro y fue ganada por el belga Remco Evenepoel del Deceuninck-Quick Step. Completaron el podio, como segundo y tercer clasificado respectivamente, el danés Mads Pedersen del Trek-Segafredo y el neerlandés Mike Teunissen del Jumbo-Visma.

## Equipos participantes
Tomaron parte en la carrera 16 equipos: 6 de categoría UCI WorldTeam invitados por la organización, 7 de categoría UCI ProTeam, 5 de categoría Continental y la selección nacional de Dinamarca. Formaron así un pelotón de 131 ciclistas de los que acabaron 105. Los equipos participantes fueron:
| WorldTeams (6)- Deceuninck-Quick Step - Jumbo-Visma - Lotto Soudal - Qhubeka NextHash - Team DSM - Trek-Segafredo ProTeams (7)- Bardiani CSF Faizanè - Bingoal Pauwels Sauces WB - Team Novo Nordisk - Rally Cycling - Sport Vlaanderen-Baloise - Uno-X Pro Cycling Team - Vini Zabù Equipos continentales (5)- BHS-PL Beton Bornholm - ColoQuick - HRE Mazowsze Serce Polski - Restaurant Suri-Carl Ras - Riwal Equipo nacional- Dinamarca |
| |

## Recorrido
La Vuelta a Dinamarca dispuso de cinco etapas para un recorrido total de 783,3 kilómetros, dividido en dos etapas de montaña, dos etapas llanas y una contrarreloj individual.
| Etapa     | Fecha     | Recorrido                     | type                    | Distancia (km) | Desnivel (m) | Ganador           | Líder             |
| --------- | --------- | ----------------------------- | ----------------------- | -------------- | ------------ | ----------------- | ----------------- |
| 1.ª etapa | 10 de ago | Struer – Esbjerg              | etapa llana             | 175,3          | 349 m        | Dylan Groenewegen | Dylan Groenewegen |
| 2.ª etapa | 11 de ago | Ribe – Sønderborg             | etapa llana             | 189,6          | 793 m        | Mads Pedersen     | Dylan Groenewegen |
| 3.ª etapa | 12 de ago | Tønder – Vejle                | etapa escarpada         | 219,2          | 1760 m       | Remco Evenepoel   | Remco Evenepoel   |
| 4.ª etapa | 13 de ago | Holbæk – Kalundborg           | etapa escarpada         | 188,4          | 1340 m       | Colin Joyce       | Remco Evenepoel   |
| 5.ª etapa | 14 de ago | Frederiksberg – Frederiksberg | contrarreloj individual | 10,8           | 24 m         | Remco Evenepoel   | Remco Evenepoel   |

### 1.ª etapa
| Struer - Esbjerg | etapa llana | (175,3 km) |

| \| Clasificación de la etapa \| Clasificación de la etapa \| Clasificación de la etapa \| Clasificación de la etapa \| Clasificación de la etapa \| \| Ciclista \| Ciclista \| Equipo \| Tiempo \| \| \| ------------------------- \| ------------------------- \| ------------------------- \| ------------------------- \| ------------------------- \| \| 1.º \| Dylan Groenewegen \| Jumbo-Visma \| 3 h 47 min 36 s \| \| \| 2.º \| Mark Cavendish \| Deceuninck-Quick Step \| + 0 s \| \| \| 3.º \| Giacomo Nizzolo \| Qhubeka NextHash \| + 0 s \| \| \| 4.º \| Arvid de Kleijn \| Rally Cycling \| + 2 s \| \| \| 5.º \| Cees Bol \| Team DSM \| + 2 s \| \| \| 6.º \| Mike Teunissen \| Jumbo-Visma \| + 2 s \| \| \| 7.º \| Mads Pedersen \| Trek-Segafredo \| + 2 s \| \| \| 8.º \| Tosh Van der Sande \| Lotto-Soudal \| + 2 s \| \| \| 9.º \| Jannik Steimle \| Deceuninck-Quick Step \| + 2 s \| \| \| 10.º \| Louis Bendixen \| Dinamarca \| + 2 s \| \| |                    |                       |                 |
| |                    |                       |                 |
| Fuente: ProCyclingStats |                    |                       |                 |
| Clasificación de la etapa |                    |                       |                 |
| Ciclista | Ciclista           | Equipo                | Tiempo          |
| 1.º | Dylan Groenewegen  | Jumbo-Visma           | 3 h 47 min 36 s |
| 2.º | Mark Cavendish     | Deceuninck-Quick Step | + 0 s           |
| 3.º | Giacomo Nizzolo    | Qhubeka NextHash      | + 0 s           |
| 4.º | Arvid de Kleijn    | Rally Cycling         | + 2 s           |
| 5.º | Cees Bol           | Team DSM              | + 2 s           |
| 6.º | Mike Teunissen     | Jumbo-Visma           | + 2 s           |
| 7.º | Mads Pedersen      | Trek-Segafredo        | + 2 s           |
| 8.º | Tosh Van der Sande | Lotto-Soudal          | + 2 s           |
| 9.º | Jannik Steimle     | Deceuninck-Quick Step | + 2 s           |
| 10.º | Louis Bendixen     | Dinamarca             | + 2 s           |

| \| Clasificación general \| Clasificación general \| Clasificación general \| Clasificación general \| Clasificación general \| \| Ciclista \| Ciclista \| Equipo \| Tiempo \| \| \| --------------------- \| --------------------- \| --------------------- \| --------------------- \| --------------------- \| \| 1.º \| Dylan Groenewegen \| Jumbo-Visma \| 3 h 47 min 26 s \| \| \| 2.º \| Mark Cavendish \| Deceuninck-Quick Step \| + 4 s \| \| \| 3.º \| Giacomo Nizzolo \| Qhubeka NextHash \| + 6 s \| \| \| 4.º \| Arvid de Kleijn \| Rally Cycling \| + 12 s \| \| \| 5.º \| Cees Bol \| Team DSM \| + 12 s \| \| \| 6.º \| Mike Teunissen \| Jumbo-Visma \| + 12 s \| \| \| 7.º \| Mads Pedersen \| Trek-Segafredo \| + 12 s \| \| \| 8.º \| Tosh Van der Sande \| Lotto-Soudal \| + 12 s \| \| \| 9.º \| Jannik Steimle \| Deceuninck-Quick Step \| + 12 s \| \| \| 10.º \| Louis Bendixen \| Dinamarca \| + 12 s \| \| |                    |                       |                 |
| |                    |                       |                 |
| Fuente: ProCyclingStats |                    |                       |                 |
| Clasificación general |                    |                       |                 |
| Ciclista | Ciclista           | Equipo                | Tiempo          |
| 1.º | Dylan Groenewegen  | Jumbo-Visma           | 3 h 47 min 26 s |
| 2.º | Mark Cavendish     | Deceuninck-Quick Step | + 4 s           |
| 3.º | Giacomo Nizzolo    | Qhubeka NextHash      | + 6 s           |
| 4.º | Arvid de Kleijn    | Rally Cycling         | + 12 s          |
| 5.º | Cees Bol           | Team DSM              | + 12 s          |
| 6.º | Mike Teunissen     | Jumbo-Visma           | + 12 s          |
| 7.º | Mads Pedersen      | Trek-Segafredo        | + 12 s          |
| 8.º | Tosh Van der Sande | Lotto-Soudal          | + 12 s          |
| 9.º | Jannik Steimle     | Deceuninck-Quick Step | + 12 s          |
| 10.º | Louis Bendixen     | Dinamarca             | + 12 s          |

### 2.ª etapa
| Ribe - Sønderborg | etapa llana | (189,6 km) |

| \| Clasificación de la etapa \| Clasificación de la etapa \| Clasificación de la etapa \| Clasificación de la etapa \| Clasificación de la etapa \| \| Ciclista \| Ciclista \| Equipo \| Tiempo \| \| \| ------------------------- \| ------------------------- \| ------------------------- \| ------------------------- \| ------------------------- \| \| 1.º \| Mads Pedersen \| Trek-Segafredo \| 4 h 02 min 02 s \| \| \| 2.º \| Giacomo Nizzolo \| Qhubeka NextHash \| + 0 s \| \| \| 3.º \| Dylan Groenewegen \| Jumbo-Visma \| + 0 s \| \| \| 4.º \| Rasmus Tiller \| Uno-X Pro Cycling Team \| + 0 s \| \| \| 5.º \| Jannik Steimle \| Deceuninck-Quick Step \| + 0 s \| \| \| 6.º \| Timothy Dupont \| Bingoal Pauwels Sauces WB \| + 0 s \| \| \| 7.º \| Arvid de Kleijn \| Rally Cycling \| + 0 s \| \| \| 8.º \| Gerben Thijssen \| Lotto-Soudal \| + 0 s \| \| \| 9.º \| Tosh Van der Sande \| Lotto-Soudal \| + 0 s \| \| \| 10.º \| Mattias Skjelmose \| Trek-Segafredo \| + 0 s \| \| |                    |                           |                 |
| |                    |                           |                 |
| Fuente: ProCyclingStats |                    |                           |                 |
| Clasificación de la etapa |                    |                           |                 |
| Ciclista | Ciclista           | Equipo                    | Tiempo          |
| 1.º | Mads Pedersen      | Trek-Segafredo            | 4 h 02 min 02 s |
| 2.º | Giacomo Nizzolo    | Qhubeka NextHash          | + 0 s           |
| 3.º | Dylan Groenewegen  | Jumbo-Visma               | + 0 s           |
| 4.º | Rasmus Tiller      | Uno-X Pro Cycling Team    | + 0 s           |
| 5.º | Jannik Steimle     | Deceuninck-Quick Step     | + 0 s           |
| 6.º | Timothy Dupont     | Bingoal Pauwels Sauces WB | + 0 s           |
| 7.º | Arvid de Kleijn    | Rally Cycling             | + 0 s           |
| 8.º | Gerben Thijssen    | Lotto-Soudal              | + 0 s           |
| 9.º | Tosh Van der Sande | Lotto-Soudal              | + 0 s           |
| 10.º | Mattias Skjelmose  | Trek-Segafredo            | + 0 s           |

| \| Clasificación general \| Clasificación general \| Clasificación general \| Clasificación general \| Clasificación general \| \| Ciclista \| Ciclista \| Equipo \| Tiempo \| \| \| --------------------- \| --------------------- \| ------------------------ \| --------------------- \| --------------------- \| \| 1.º \| Dylan Groenewegen \| Jumbo-Visma \| 7 h 49 min 24 s \| \| \| 2.º \| Giacomo Nizzolo \| Qhubeka NextHash \| + 4 s \| \| \| 3.º \| Mads Pedersen \| Trek-Segafredo \| + 6 s \| \| \| 4.º \| Mark Cavendish \| Deceuninck-Quick Step \| + 8 s \| \| \| 5.º \| Kenneth Van Rooy \| Sport Vlaanderen-Baloise \| + 13 s \| \| \| 6.º \| Arvid de Kleijn \| Rally Cycling \| + 16 s \| \| \| 7.º \| Jannik Steimle \| Deceuninck-Quick Step \| + 16 s \| \| \| 8.º \| Tosh Van der Sande \| Lotto-Soudal \| + 16 s \| \| \| 9.º \| Gerben Thijssen \| Lotto-Soudal \| + 16 s \| \| \| 10.º \| Rasmus Tiller \| Uno-X Pro Cycling Team \| + 16 s \| \| |                    |                          |                 |
| |                    |                          |                 |
| Fuente: ProCyclingStats |                    |                          |                 |
| Clasificación general |                    |                          |                 |
| Ciclista | Ciclista           | Equipo                   | Tiempo          |
| 1.º | Dylan Groenewegen  | Jumbo-Visma              | 7 h 49 min 24 s |
| 2.º | Giacomo Nizzolo    | Qhubeka NextHash         | + 4 s           |
| 3.º | Mads Pedersen      | Trek-Segafredo           | + 6 s           |
| 4.º | Mark Cavendish     | Deceuninck-Quick Step    | + 8 s           |
| 5.º | Kenneth Van Rooy   | Sport Vlaanderen-Baloise | + 13 s          |
| 6.º | Arvid de Kleijn    | Rally Cycling            | + 16 s          |
| 7.º | Jannik Steimle     | Deceuninck-Quick Step    | + 16 s          |
| 8.º | Tosh Van der Sande | Lotto-Soudal             | + 16 s          |
| 9.º | Gerben Thijssen    | Lotto-Soudal             | + 16 s          |
| 10.º | Rasmus Tiller      | Uno-X Pro Cycling Team   | + 16 s          |

### 3.ª etapa
| Tønder - Vejle | etapa escarpada | (219,2 km) |

| \| Clasificación de la etapa \| Clasificación de la etapa \| Clasificación de la etapa \| Clasificación de la etapa \| Clasificación de la etapa \| \| Ciclista \| Ciclista \| Equipo \| Tiempo \| \| \| ------------------------- \| ------------------------- \| ------------------------- \| ------------------------- \| ------------------------- \| \| 1.º \| Remco Evenepoel \| Deceuninck-Quick Step \| 4 h 54 min 44 s \| \| \| 2.º \| Tosh Van der Sande \| Lotto-Soudal \| + 1 min 29 s \| \| \| 3.º \| Nick van der Lijke \| Riwal Cycling Team \| + 1 min 32 s \| \| \| 4.º \| Mike Teunissen \| Jumbo-Visma \| + 1 min 32 s \| \| \| 5.º \| Mads Pedersen \| Trek-Segafredo \| + 1 min 41 s \| \| \| 6.º \| Anthon Charmig \| Uno-X Pro Cycling Team \| + 1 min 54 s \| \| \| 7.º \| Mattias Skjelmose \| Trek-Segafredo \| + 3 min 21 s \| \| \| 8.º \| Milan Menten \| Bingoal Pauwels Sauces WB \| + 3 min 21 s \| \| \| 9.º \| Mads Rahbek \| BHS-PL Beton Bornholm \| + 3 min 23 s \| \| \| 10.º \| Jeppe Aaskov Pallesen \| ColoQuick \| + 3 min 23 s \| \| |                       |                           |                 |
| |                       |                           |                 |
| Fuente: ProCyclingStats |                       |                           |                 |
| Clasificación de la etapa |                       |                           |                 |
| Ciclista | Ciclista              | Equipo                    | Tiempo          |
| 1.º | Remco Evenepoel       | Deceuninck-Quick Step     | 4 h 54 min 44 s |
| 2.º | Tosh Van der Sande    | Lotto-Soudal              | + 1 min 29 s    |
| 3.º | Nick van der Lijke    | Riwal Cycling Team        | + 1 min 32 s    |
| 4.º | Mike Teunissen        | Jumbo-Visma               | + 1 min 32 s    |
| 5.º | Mads Pedersen         | Trek-Segafredo            | + 1 min 41 s    |
| 6.º | Anthon Charmig        | Uno-X Pro Cycling Team    | + 1 min 54 s    |
| 7.º | Mattias Skjelmose     | Trek-Segafredo            | + 3 min 21 s    |
| 8.º | Milan Menten          | Bingoal Pauwels Sauces WB | + 3 min 21 s    |
| 9.º | Mads Rahbek           | BHS-PL Beton Bornholm     | + 3 min 23 s    |
| 10.º | Jeppe Aaskov Pallesen | ColoQuick                 | + 3 min 23 s    |

| \| Clasificación general \| Clasificación general \| Clasificación general \| Clasificación general \| Clasificación general \| \| Ciclista \| Ciclista \| Equipo \| Tiempo \| \| \| --------------------- \| --------------------- \| ------------------------- \| --------------------- \| --------------------- \| \| 1.º \| Remco Evenepoel \| Deceuninck-Quick Step \| 12 h 44 min 14 s \| \| \| 2.º \| Tosh Van der Sande \| Lotto-Soudal \| + 1 min 33 s \| \| \| 3.º \| Mads Pedersen \| Trek-Segafredo \| + 1 min 36 s \| \| \| 4.º \| Nick van der Lijke \| Riwal Cycling Team \| + 1 min 38 s \| \| \| 5.º \| Mike Teunissen \| Jumbo-Visma \| + 1 min 40 s \| \| \| 6.º \| Anthon Charmig \| Uno-X Pro Cycling Team \| + 2 min 04 s \| \| \| 7.º \| Milan Menten \| Bingoal Pauwels Sauces WB \| + 3 min 31 s \| \| \| 8.º \| Mattias Skjelmose \| Trek-Segafredo \| + 3 min 31 s \| \| \| 9.º \| Rasmus Tiller \| Uno-X Pro Cycling Team \| + 3 min 33 s \| \| \| 10.º \| Lucas Eriksson \| Riwal Cycling Team \| + 3 min 33 s \| \| |                    |                           |                  |
| |                    |                           |                  |
| Fuente: ProCyclingStats |                    |                           |                  |
| Clasificación general |                    |                           |                  |
| Ciclista | Ciclista           | Equipo                    | Tiempo           |
| 1.º | Remco Evenepoel    | Deceuninck-Quick Step     | 12 h 44 min 14 s |
| 2.º | Tosh Van der Sande | Lotto-Soudal              | + 1 min 33 s     |
| 3.º | Mads Pedersen      | Trek-Segafredo            | + 1 min 36 s     |
| 4.º | Nick van der Lijke | Riwal Cycling Team        | + 1 min 38 s     |
| 5.º | Mike Teunissen     | Jumbo-Visma               | + 1 min 40 s     |
| 6.º | Anthon Charmig     | Uno-X Pro Cycling Team    | + 2 min 04 s     |
| 7.º | Milan Menten       | Bingoal Pauwels Sauces WB | + 3 min 31 s     |
| 8.º | Mattias Skjelmose  | Trek-Segafredo            | + 3 min 31 s     |
| 9.º | Rasmus Tiller      | Uno-X Pro Cycling Team    | + 3 min 33 s     |
| 10.º | Lucas Eriksson     | Riwal Cycling Team        | + 3 min 33 s     |

### 4.ª etapa
| Holbæk - Kalundborg | etapa escarpada | (188,4 km) |

| \| Clasificación de la etapa \| Clasificación de la etapa \| Clasificación de la etapa \| Clasificación de la etapa \| Clasificación de la etapa \| \| Ciclista \| Ciclista \| Equipo \| Tiempo \| \| \| ------------------------- \| -------------------------- \| ------------------------- \| ------------------------- \| ------------------------- \| \| 1.º \| Colin Joyce \| Rally Cycling \| \| \| \| 2.º \| Sebastian Nielsen \| Restaurant Suri-Carl Ras \| + 0 s \| \| \| 3.º \| Martin Salmon \| Team DSM \| + 0 s \| \| \| 4.º \| Magnus Bak Klaris \| Dinamarca \| + 0 s \| \| \| 5.º \| Aaron Van Poucke \| Sport Vlaanderen-Baloise \| + 0 s \| \| \| 6.º \| Mads Østergaard Kristensen \| ColoQuick \| + 2 s \| \| \| 7.º \| Giacomo Nizzolo \| Qhubeka NextHash \| + 6 s \| \| \| 8.º \| Mads Pedersen \| Trek-Segafredo \| + 6 s \| \| \| 9.º \| Mark Cavendish \| Deceuninck-Quick Step \| + 6 s \| \| \| 10.º \| Michael Mørkøv \| Deceuninck-Quick Step \| + 6 s \| \| |                            |                          |        |
| |                            |                          |        |
| Fuente: ProCyclingStats |                            |                          |        |
| Clasificación de la etapa |                            |                          |        |
| Ciclista | Ciclista                   | Equipo                   | Tiempo |
| 1.º | Colin Joyce                | Rally Cycling            |        |
| 2.º | Sebastian Nielsen          | Restaurant Suri-Carl Ras | + 0 s  |
| 3.º | Martin Salmon              | Team DSM                 | + 0 s  |
| 4.º | Magnus Bak Klaris          | Dinamarca                | + 0 s  |
| 5.º | Aaron Van Poucke           | Sport Vlaanderen-Baloise | + 0 s  |
| 6.º | Mads Østergaard Kristensen | ColoQuick                | + 2 s  |
| 7.º | Giacomo Nizzolo            | Qhubeka NextHash         | + 6 s  |
| 8.º | Mads Pedersen              | Trek-Segafredo           | + 6 s  |
| 9.º | Mark Cavendish             | Deceuninck-Quick Step    | + 6 s  |
| 10.º | Michael Mørkøv             | Deceuninck-Quick Step    | + 6 s  |

| \| Clasificación general \| Clasificación general \| Clasificación general \| Clasificación general \| Clasificación general \| \| Ciclista \| Ciclista \| Equipo \| Tiempo \| \| \| --------------------- \| --------------------- \| ------------------------- \| --------------------- \| --------------------- \| \| 1.º \| Remco Evenepoel \| Deceuninck-Quick Step \| 7 h 07 min 04 s \| \| \| 2.º \| Tosh Van der Sande \| Lotto-Soudal \| + 1 min 33 s \| \| \| 3.º \| Mads Pedersen \| Trek-Segafredo \| + 1 min 36 s \| \| \| 4.º \| Nick van der Lijke \| Riwal Cycling Team \| + 1 min 38 s \| \| \| 5.º \| Mike Teunissen \| Jumbo-Visma \| + 1 min 40 s \| \| \| 6.º \| Anthon Charmig \| Uno-X DARE Development \| + 2 min 16 s \| \| \| 7.º \| Milan Menten \| Bingoal Pauwels Sauces WB \| + 3 min 31 s \| \| \| 8.º \| Rasmus Tiller \| Uno-X Pro Cycling Team \| + 3 min 33 s \| \| \| 9.º \| Lucas Eriksson \| Riwal Cycling Team \| + 3 min 33 s \| \| \| 10.º \| Mattias Skjelmose \| Trek-Segafredo \| + 3 min 43 s \| \| |                    |                           |                 |
| |                    |                           |                 |
| Fuente: ProCyclingStats |                    |                           |                 |
| Clasificación general |                    |                           |                 |
| Ciclista | Ciclista           | Equipo                    | Tiempo          |
| 1.º | Remco Evenepoel    | Deceuninck-Quick Step     | 7 h 07 min 04 s |
| 2.º | Tosh Van der Sande | Lotto-Soudal              | + 1 min 33 s    |
| 3.º | Mads Pedersen      | Trek-Segafredo            | + 1 min 36 s    |
| 4.º | Nick van der Lijke | Riwal Cycling Team        | + 1 min 38 s    |
| 5.º | Mike Teunissen     | Jumbo-Visma               | + 1 min 40 s    |
| 6.º | Anthon Charmig     | Uno-X DARE Development    | + 2 min 16 s    |
| 7.º | Milan Menten       | Bingoal Pauwels Sauces WB | + 3 min 31 s    |
| 8.º | Rasmus Tiller      | Uno-X Pro Cycling Team    | + 3 min 33 s    |
| 9.º | Lucas Eriksson     | Riwal Cycling Team        | + 3 min 33 s    |
| 10.º | Mattias Skjelmose  | Trek-Segafredo            | + 3 min 43 s    |

### 5.ª etapa
| Frederiksberg - Frederiksberg | contrarreloj individual | (10,8 km) |

| \| Clasificación de la etapa \| Clasificación de la etapa \| Clasificación de la etapa \| Clasificación de la etapa \| Clasificación de la etapa \| \| Ciclista \| Ciclista \| Equipo \| Tiempo \| \| \| ------------------------- \| ------------------------- \| ------------------------- \| ------------------------- \| ------------------------- \| \| 1.º \| Remco Evenepoel \| Deceuninck-Quick Step \| 12 min 13 s \| \| \| 2.º \| Søren Kragh Andersen \| Team DSM \| + 1 s \| \| \| 3.º \| Mads Pedersen \| Trek-Segafredo \| + 6 s \| \| \| 4.º \| Edoardo Affini \| Jumbo-Visma \| + 7 s \| \| \| 5.º \| Jannik Steimle \| Deceuninck-Quick Step \| + 14 s \| \| \| 6.º \| Mike Teunissen \| Jumbo-Visma \| + 20 s \| \| \| 7.º \| Mattias Skjelmose \| Trek-Segafredo \| + 23 s \| \| \| 8.º \| Morten Hulgaard \| Uno-X Pro Cycling Team \| + 28 s \| \| \| 9.º \| Mark Cavendish \| Deceuninck-Quick Step \| + 31 s \| \| \| 10.º \| Adam Holm Jørgensen \| BHS-PL Beton Bornholm \| + 33 s \| \| |                      |                        |             |
| |                      |                        |             |
| Fuente: ProCyclingStats |                      |                        |             |
| Clasificación de la etapa |                      |                        |             |
| Ciclista | Ciclista             | Equipo                 | Tiempo      |
| 1.º | Remco Evenepoel      | Deceuninck-Quick Step  | 12 min 13 s |
| 2.º | Søren Kragh Andersen | Team DSM               | + 1 s       |
| 3.º | Mads Pedersen        | Trek-Segafredo         | + 6 s       |
| 4.º | Edoardo Affini       | Jumbo-Visma            | + 7 s       |
| 5.º | Jannik Steimle       | Deceuninck-Quick Step  | + 14 s      |
| 6.º | Mike Teunissen       | Jumbo-Visma            | + 20 s      |
| 7.º | Mattias Skjelmose    | Trek-Segafredo         | + 23 s      |
| 8.º | Morten Hulgaard      | Uno-X Pro Cycling Team | + 28 s      |
| 9.º | Mark Cavendish       | Deceuninck-Quick Step  | + 31 s      |
| 10.º | Adam Holm Jørgensen  | BHS-PL Beton Bornholm  | + 33 s      |

## Clasificaciones finales
- Las clasificaciones finalizaron de la siguiente forma:[4]

### Clasificación general
| \| Clasificación general \| Clasificación general \| Clasificación general \| Clasificación general \| Clasificación general \| \| Ciclista \| Ciclista \| Equipo \| Tiempo \| \| \| --------------------- \| --------------------- \| ---------------------- \| --------------------- \| --------------------- \| \| 1.º \| Remco Evenepoel \| Deceuninck-Quick Step \| 17 h 19 min 17 s \| \| \| 2.º \| Mads Pedersen \| Trek-Segafredo \| + 1 min 42 s \| \| \| 3.º \| Mike Teunissen \| Jumbo-Visma \| + 2 min 00 s \| \| \| 4.º \| Nick van der Lijke \| Riwal Cycling Team \| + 2 min 14 s \| \| \| 5.º \| Tosh Van der Sande \| Lotto-Soudal \| + 2 min 30 s \| \| \| 6.º \| Søren Kragh Andersen \| Team DSM \| + 3 min 46 s \| \| \| 7.º \| Anthon Charmig \| Uno-X Pro Cycling Team \| + 3 min 51 s \| \| \| 8.º \| Mattias Skjelmose \| Trek-Segafredo \| + 4 min 06 s \| \| \| 9.º \| Julien Bernard \| Trek-Segafredo \| + 4 min 42 s \| \| \| 10.º \| Lucas Eriksson \| Riwal Cycling Team \| + 4 min 42 s \| \| |                      |                        |                  |
| |                      |                        |                  |
| Fuente: ProCyclingStats |                      |                        |                  |
| Clasificación general |                      |                        |                  |
| Ciclista | Ciclista             | Equipo                 | Tiempo           |
| 1.º | Remco Evenepoel      | Deceuninck-Quick Step  | 17 h 19 min 17 s |
| 2.º | Mads Pedersen        | Trek-Segafredo         | + 1 min 42 s     |
| 3.º | Mike Teunissen       | Jumbo-Visma            | + 2 min 00 s     |
| 4.º | Nick van der Lijke   | Riwal Cycling Team     | + 2 min 14 s     |
| 5.º | Tosh Van der Sande   | Lotto-Soudal           | + 2 min 30 s     |
| 6.º | Søren Kragh Andersen | Team DSM               | + 3 min 46 s     |
| 7.º | Anthon Charmig       | Uno-X Pro Cycling Team | + 3 min 51 s     |
| 8.º | Mattias Skjelmose    | Trek-Segafredo         | + 4 min 06 s     |
| 9.º | Julien Bernard       | Trek-Segafredo         | + 4 min 42 s     |
| 10.º | Lucas Eriksson       | Riwal Cycling Team     | + 4 min 42 s     |

### Clasificación de la montaña
| Clasificación de la montaña | Clasificación de la montaña | Clasificación de la montaña | Clasificación de la montaña | Clasificación de la montaña |
| Ciclista                    | Ciclista                    | Equipo                      | Puntos                      |                             |
| --------------------------- | --------------------------- | --------------------------- | --------------------------- | --------------------------- |
| 1.º                         | Rasmus Bøgh Wallin          | Dinamarca                   | 40 pts                      |                             |
| 2.º                         | Emil Toudal                 | BHS-PL Beton Bornholm       | 40 pts                      |                             |
| 3.º                         | Frederik Irgens Jensen      | BHS-PL Beton Bornholm       | 32 pts                      |                             |
| 4.º                         | Jannik Steimle              | Deceuninck-Quick Step       | 16 pts                      |                             |
| 5.º                         | Julien Bernard              | Trek-Segafredo              | 12 pts                      |                             |
| 6.º                         | Jesper Hansen               | Riwal Cycling Team          | 12 pts                      |                             |
| 7.º                         | Daniel Stampe               | Dinamarca                   | 12 pts                      |                             |
| 8.º                         | Norbert Banaszek            | HRE Mazowsze Serce Polski   | 12 pts                      |                             |
| 9.º                         | Anders Foldager             | Dinamarca                   | 12 pts                      |                             |
| 10.º                        | Jakub Kaczmarek             | HRE Mazowsze Serce Polski   | 12 pts                      |                             |

### Clasificación de los puntos
| Clasificación por puntos | Clasificación por puntos | Clasificación por puntos | Clasificación por puntos | Clasificación por puntos |
| Ciclista                 | Ciclista                 | Equipo                   | Puntos                   |                          |
| ------------------------ | ------------------------ | ------------------------ | ------------------------ | ------------------------ |
| 1.º                      | Mads Pedersen            | Trek-Segafredo           | 52 pts                   |                          |
| 2.º                      | Remco Evenepoel          | Deceuninck-Quick Step    | 30 pts                   |                          |
| 3.º                      | Giacomo Nizzolo          | Qhubeka NextHash         | 29 pts                   |                          |
| 4.º                      | Mike Teunissen           | Jumbo-Visma              | 26 pts                   |                          |
| 5.º                      | Dylan Groenewegen        | Jumbo-Visma              | 25 pts                   |                          |
| 6.º                      | Tosh Van der Sande       | Lotto-Soudal             | 21 pts                   |                          |
| 8.º                      | Mark Cavendish           | Deceuninck-Quick Step    | 20 pts                   |                          |
| 9.º                      | Colin Joyce              | Rally Cycling            | 18 pts                   |                          |
| 10.º                     | Sebastian Nielsen        | Restaurant Suri-Carl Ras | 18 pts                   |                          |
| 10.º                     | Jannik Steimle           | Deceuninck-Quick Step    | 20 pts                   |                          |

### Clasificación de los jóvenes
| Clasificación del mejor joven | Clasificación del mejor joven | Clasificación del mejor joven | Clasificación del mejor joven | Clasificación del mejor joven |
| Ciclista                      | Ciclista                      | Equipo                        | Tiempo                        |                               |
| ----------------------------- | ----------------------------- | ----------------------------- | ----------------------------- | ----------------------------- |
| 1.º                           | Remco Evenepoel               | Deceuninck-Quick Step         | 17 h 19 min 17 s              |                               |
| 2.º                           | Mattias Skjelmose             | Trek-Segafredo                | + 4 min 06 s                  |                               |
| 3.º                           | Rick Pluimers                 | Jumbo-Visma                   | + 10 min 46 s                 |                               |
| 4.º                           | Antonio Puppio                | Qhubeka NextHash              | + 14 min 37 s                 |                               |
| 5.º                           | Kasper Andersen               | ColoQuick                     | + 15 min 14 s                 |                               |
| 6.º                           | Sébastien Grignard            | Lotto-Soudal                  | + 16 min 07 s                 |                               |
| 7.º                           | Tim Van Dijke                 | Jumbo-Visma                   | + 17 min 03 s                 |                               |
| 8.º                           | Sebastian Nielsen             | Restaurant Suri-Carl Ras      | + 19 min 53 s                 |                               |
| 9.º                           | Frederik Irgens Jensen        | BHS-PL Beton Bornholm         | + 21 min 44 s                 |                               |
| 10.º                          | Fabio Mazzucco                | Bardiani CSF Faizanè          | + 22 min 15 s                 |                               |

### Clasificación por equipos
| Clasificación por equipos | Clasificación por equipos | Clasificación por equipos | Clasificación por equipos |
| Equipo                    | Equipo                    | Tiempo                    |                           |
| ------------------------- | ------------------------- | ------------------------- | ------------------------- |
| 1.º                       | Trek-Segafredo            | 52 h 08 min 18 s          |                           |
| 2.º                       | Deceuninck-Quick Step     | + 4 min 59 s              |                           |
| 3.º                       | Jumbo-Visma               | + 10 min 27 s             |                           |
| 4.º                       | Riwal                     | + 10 min 37 s             |                           |
| 5.º                       | Uno-X Pro Cycling Team    | + 12 min 39 s             |                           |
| 6.º                       | ColoQuick                 | + 22 min 28 s             |                           |
| 7.º                       | Rally Cycling             | + 22 min 31 s             |                           |
| 8.º                       | Lotto Soudal              | + 23 min 00 s             |                           |
| 9.º                       | Dinamarca                 | + 24 min 13 s             |                           |
| 10.º                      | Qhubeka NextHash          | + 24 min 58 s             |                           |

## Evolución de las clasificaciones
| Etapa                   | Vencedor                | Clasificación general | Clasificación por puntos | Clasificación de la montaña | Clasificación de los jóvenes | Clasificación por equipos |
| ----------------------- | ----------------------- | --------------------- | ------------------------ | --------------------------- | ---------------------------- | ------------------------- |
| 1.ª                     | Dylan Groenewegen       | Dylan Groenewegen     | Dylan Groenewegen        | Frederik Irgens Jensen      | Morten Nørtoft               | Deceuninck-Quick Step     |
| 2.ª                     | Mads Pedersen           | Dylan Groenewegen     | Dylan Groenewegen        | Rasmus Bøgh Wallin          | Mattias Skjelmose Jensen     | Trek-Segafredo            |
| 3.ª                     | Remco Evenepoel         | Remco Evenepoel       | Mads Pedersen            | Rasmus Bøgh Wallin          | Remco Evenepoel              | Trek-Segafredo            |
| 4.ª                     | Colin Joyce             | Remco Evenepoel       | Mads Pedersen            | Rasmus Bøgh Wallin          | Remco Evenepoel              | Trek-Segafredo            |
| 5.ª                     | Remco Evenepoel         | Remco Evenepoel       | Mads Pedersen            | Rasmus Bøgh Wallin          | Remco Evenepoel              | Trek-Segafredo            |
| Clasificaciones finales | Clasificaciones finales | Remco Evenepoel       | Mads Pedersen            | Rasmus Bøgh Wallin          | Remco Evenepoel              | Trek-Segafredo            |

## Ciclistas participantes y posiciones finales
Convenciones:
- AB-N: Abandono en la etapa "N"
- FLT-N: Retiro por arribo fuera del límite de tiempo en la etapa "N"
- NTS-N: No tomó la salida para la etapa "N"
- DES-N: Descalificado o expulsado en la etapa "N"

## UCI World Ranking
La Vuelta a Dinamarca otorgó puntos para el UCI World Ranking para corredores de los equipos en las categorías UCI WorldTeam, UCI ProTeam y Continental. Las siguientes tablas son el baremo de puntuación y los 10 corredores que obtuvieron más puntos:
| Posición              | 1.º | 2.º | 3.º | 4.º | 5.º | 6.º | 7.º | 8.º | 9.º | 10.º | 11.º | 12.º | 13.º | 14.º | 15.º | 16.º-30.º | 31.º-40.º |
| Clasificación general | 200 | 150 | 125 | 100 | 85  | 70  | 60  | 50  | 40  | 35   | 30   | 25   | 20   | 15   | 10   | 5         | 3         |
| Por etapa             | 20  | 10  | 5   |     |     |     |     |     |     |      |      |      |      |      |      |           |           |
| Líder                 | 5   |     |     |     |     |     |     |     |     |      |      |      |      |      |      |           |           |

| Clasificación |                          |                       |         |       |       |       |
| Posición      | Ciclista                 | Equipo                | General | Etapa | Líder | Total |
| ------------- | ------------------------ | --------------------- | ------- | ----- | ----- | ----- |
| 1.º           | Remco Evenepoel          | Deceuninck-Quick Step | 200     | 40    | 10    | 250   |
| 2.º           | Mads Pedersen            | Trek-Segafredo        | 150     | 25    | -     | 175   |
| 3.º           | Mike Teunissen           | Jumbo-Visma           | 125     | -     | -     | 125   |
| 4.º           | Nick van der Lijke       | Riwal                 | 100     | 5     | -     | 105   |
| 5.º           | Tosh Van der Sande       | Lotto Soudal          | 85      | 10    | -     | 95    |
| 6.º           | Søren Kragh Andersen     | DSM                   | 70      | 10    | -     | 80    |
| 7.º           | Anthon Charmig           | Uno-X                 | 60      | -     | -     | 60    |
| 8.º           | Mattias Skjelmose Jensen | Trek-Segafredo        | 50      | -     | -     | 50    |
| 9.º           | Julien Bernard           | Trek-Segafredo        | 40      | -     | -     | 40    |
| 10.º          | Dylan Groenewegen        | Jumbo-Visma           | 5       | 25    | 10    | 40    |